# Jimmy Crack Corn
Jimmy Crack Corn è un singolo del rapper Eminem, pubblicato il 6 marzo 2007 come secondo estratto dalla raccolta della Shady Records Enimem Presents the Re-Up.

## Il brano
Il brano vanta la collaborazione di 50 Cent.
Del brano è stato realizzato un remix con Cashis al posto di 50 Cent e con un nuovo verso di Eminem.
Il nome della canzone è riferito a Jimmy Iovine, presidente della Interscope Records e citato per la sua relazione sessuale con Mariah Carey.

## Classifiche
| Classifica (2007) | Posizione massima |
| ----------------- | ----------------- |
| Stati Uniti       | 101               |
| Stati Uniti (pop) | 77                |